# Padar (Hacıqabul)
Padar è un comune dell'Azerbaigian situato nel distretto di Hacıqabul. Conta una popolazione di 2.407 abitanti.